# Marchington
Marchington est un village et une paroisse civile du Staffordshire, en Angleterre. Il est situé dans l'est du comté, non loin de la frontière du Derbyshire, à mi-chemin entre les villes de Burton upon Trent et Uttoxeter. Administrativement, il relève du district du East Staffordshire. Au recensement de 2011, il comptait 2 017 habitants.